# Амулет Паскаля
«Амулет Паскаля» - роман української письменниці Ірен Роздобудько.

## Сюжет
Роман має чотири частини. У першій - «Цеглина, що лежить на краю даху» дізнаємося про головну героїню - Голку, що приїхала здалеку до маленького містечка з казковими будинками. Вона влаштовується працювати в будинок мсьє Паскаля. В її обов'язки входить наливати вино. Натомість вона отримає від мсьє Паскаля власну кімнату з величезним плазмовим телевізором, ліжком три на чотири метри, джакузі, сто пар білих шкарпеток з ангори і рештою забаганок.
Господар знайомить Голку з мешканцями містечка. Серед них чорнявий молодик Фед, письменник-початківець Іван-Джон, в якого Голка закохується, співачка Галина. Всі разом вони грають в гру «На вихід!» - по черзі витягують скляні кульки з акваріума. Той, кому дістанеться кулька з трояндою всередині, наступного дня має залишити місто й втілити свої мрії в життя. Мсьє Паскаль вгадує майбутнє своїх гостей і обмежує правила гри.
Друга частині роману - «Між захватом і сумом» починається з того, як Голка, Фед, Галина й Іванко-Джон за склом місцевої кав'ярні бачать пташку, що помирає. Фед розповідає, що з самого дитинства він перебуває в стані між захватом і сумом. Він мав дивовижну уяву, завдяки якій вирушав у фантастичні подорожі. Завдяки цим експериментам Фед може в голові сконструювати будь-яку ідею, не торкаючись ні до чого руками, й довести її до досконалості. Із дитинства він любив пташок і якось закохався в голубку. Через деякий час голубка прилетіла до стола Феда. Чоловік усвідомив, що птахи живуть менше людей і в той самий момент голубка померла.
Далі Голка запитала в мсьє Паскаля, хто він такий і що вона робить у його будинку. У відповідь чоловік дав їй зелений блокнот.
Зміст блокноту складає третю частину роману. Це щоденник жінки, що подорожує світом, проте відчуває себе самотньою в будь-якій країні. 
На березі Тихого океану власниця блокноту мешкає в будинку сімдесяти п'ятирічної мільйонерки пані Макдін - доньки українського емігранта-чоботаря. Вона хвора на рак легенів, тому намагається влаштувати життя свого тридцятирічного сина Джона. Пані Макдін переконує дівчину, що вона одружиться з Джоном і вони мешкатимуть у розкішному будинку. За деякий час дівчина знайомиться з чоловіком, що дивовижним чином вгадує її думки й бажання, та виявляється, що це син пані Макдін, що померла 5 днів тому. Після декількох важких перельотів дівчина повертається додому.
Четверта частина твору - «Діти». Голка переконує мсьє Паскаля, що це не її блокнот. У кабінеті господаря вона бачить безліч листів від дітей. Мсьє Паскаль пропонує Голці відповісти на кілька листів і вона виконує це. Прочитавши відповіді Голки дітям, чоловік переконався в тому, що зелений блокнот належить їй. Голка прибігла до своєї кімнати й порівняла свій почерк із рядками в блокноті. Виявивши, що це один і той самий почерк, вона вдягнула одяг, в якому прийшла до будинку Паскаля й попрямувала до господаря. Той дав їй три хвилини на прощання з Іванком-Джоном і на останок подарував їй скляну кульку з трояндою всередині.
Далі дівчина, яку виписали з лікарні з діагнозом «астенічний синдром», знайомиться в кав'ярні з чоловіком, який має такий самий кулон у вигляді скляної кулі з чорною трояндою.

## Головні герої
- Голка - головна героїня;
- Мсьє Паскаль - власник будинку, де перебуває Голка;
- Матуся Же-Же - його кухарка;

## Інтерпретації роману
У статті Ксенії Владимирової на сторінці Інтернет-часопису про культуру зазначено кілька варіантів розуміння твору: 
«Одна з головних площин інтерпретації цього твору — роль у нашому житті фантазії. Уява, створений нами самими світ є єдиним місцем, де нам затишно та спокійно, єдиний, де ми можемо існувати. 
Щодо друзів мсьє Паскаля, а особливо коханця героїні — пана Іван-Джона, письменниця створює досить прозорий міф, подаючи автометаінтерпретацію. Наприкінці роману вона висловлює подяку Бітлз, Фредеріку Фелліні, Мадонні тощо, таким чином розтлумачує, хто саме надихнув її на створення деяких персонажів. Найцікавіший і найдетальніший міф авторка вибудовує навколо письменника Джона Фаулза — як пошану пам'яті великому англійському романісту, який помер 5 листопада 2005 року, за два місяці до того, яка письменниця взялася писати свій роман... І хоча Ірен Роздобудько створює казкову постать всезнаючого дідуся-Нострадамуса-Паскаля, трагічні події, що відбуваються за сюжетом, дають право інтерпретувати татуся Паскаля і як вбивцю Паскаля, який сконструював світ, де людина почувається самотньою й безпорадною. Протистоянням безжального філософа виступає у творі коханець героїні — письменник Джон Фаулз, персонажі навіть згадують одну його книгу — відому нам як «Волхв», хоча спочатку Фаулз хотів назвати її «Гра в Бога». Справжнє життя, свобода, таємниця та кохання, за логікою твору пані Роздобудько залишаються тільки в літературі, лише у вигадках письменників». Інший варіант - фізіологічний, згідно з яким головна героїня, що потрапляє до лікарні після спроби суїциду, перебуває в стані, для якого характерна «занадто збуджена фантазія, що створила дивака мсьє Паскаля та всіх його друзів, разом із Джоном Фаулзом» .

## Критика
У часописі сучасної культури Кульбіт з'явився відгук Серафіми Василькової: «Для постмодерну цей текст занадто прямолінійний, для філософії - надто банальний, для дамського читання - надто рефлексивний, для інтелектуалів - надто стереотипний, для містифікації - недоопрацьований, для трешу - занадто чистенький і замало іронічний».